# Pilgrim's Rest
Pilgrim's Rest (afrikaans: Pelgrimsrus) je majhno muzejsko mesto v provinci Mpumalanga v Južni Afriki, ki je zaščiteno kot pokrajinska dediščina. Bilo je drugo zlato polje v Transvaalu, ki je leta 1873 privabilo množico iskalcev zlata, kmalu po tem, ko se je približno 5 kilometrov stran začelo izkopavanje MacMac. Aluvialno izkopavanje je sčasoma nadomestilo globlje rudarjenje. V 1970-ih se je mesto, ki se ni bistveno spremenilo, spremenilo v turistično destinacijo.

## Zgodovina
Aluvialno zlato je odkril iskalec zlata Alec Patterson. Preiskal je Pilgrim's Creek, kot je postal znan, ko so bližnja izkopavanja MacMaca postala prenatrpana. Svojo najdbo je ohranil v skrivnosti, a je nastala zlata mrzlica, ko je kolega iskalec zlata William Trafford prijavil svojo zahtevo pri komisarju za zlato v MacMacu. Potem ko je bilo mesto septembra 1873 uradno razglašeno za zlato polje, je mesto nenadoma naraslo na 1500 prebivalcev, ki so iskali aluvialno zlato.

### Rudarska podjetja
V 1870-ih se je aluvialno zlato zmanjšalo in iskalce zlata so pritegnila Barbertonova novo odkrita nahajališča zlata. Proti koncu 19. stoletja so bila odkupljena nahajališča zlata in podjetje TGME je začelo podzemno rudarjenje. Bolje financirana rudarska podjetja so začela zlatonosno rudo kopati globlje. Do leta 1895 se je več majhnih rudarskih podjetij združilo v Transvaal Gold Mining Estates (T.G.M.E.). To podjetje je bilo uvrščeno na londonsko borzo in postalo prvo podjetje za rudarjenje zlata v Južni Afriki, ki je kotiralo na borzi.
Ko se je količina zlate rude povečevala, so inženirji zgradili majhne, lokalne hidroelektrarne za proizvodnjo električne energije za električni tramvaj in drobilnike rude v redukcijskih obratih, zgrajenih leta 1897. Leta 1911 je bila na reki Blyde, približno 30 km vzhodno, dokončana 2000 kW elektrarna Belvedere (na 24°39′18″S 30°50′12″E / 24.65500°S 30.83667°E). Do leta 1992 je oskrbovala Pilgrim's Rest in sosednje skupnosti s hidroelektrično energijo. Pilgrim's Rest je bilo drugo mesto v Južni Afriki z ulično elektriko, prvo je bilo Kimberley, prav tako rudarsko mesto.

### Burska vojna
Pilgrim's Rest je bil med drugo bursko vojno lokacija začasne kovnice. Ta kovnica je kovala znameniti in izjemno redek Veldski funt.

### Pokopališče
Na pokopališču so bili vsi grobovi obrnjeni v isto smer, razen tradicionalnega roparjevega groba, ki je položen pravokotno na ostale, ne proti vzhajajočemu soncu, in je okrašen preprosto s križem in velikim napisom Roparjev grob. Ena legenda ga pripisuje roparju, ki je bil ustreljen, ko so ga ujeli pri kraji šotora drugemu rudarju, medtem ko druge legende pravijo, da je namesto tega ukradel samokolnico ali da je tat umrl po linču.
Najbolj podrobno poročilo pripisuje grob lovcu na bogastvo, nekemu Walterju Scottu, ki je storil samomor. Scott naj bi ustrelil svojega prijatelja Roya Spencerja, sina premožnega angleškega bankirja, potem ko sta se pijana vrnila z zabave. Scott je sumil Spencerja, da mu je ukradel mošnjo z zlatom. Scott je Spencerja zasledoval in ga ustrelil v bližini cerkve, kjer je sedanje pokopališče, nakar so Spencerja na skrivaj pokopali. Streznjen Scott je našel svojo mošnjo v šotoru in storil samomor, ko je spoznal, kaj je storil. Scotta so nato pokopali v neoznačenem grobu poleg groba njegovega prijatelja Spencerja.

## Novejše obdobje in turizem
Rudarjenje je bilo zaprto leta 1971, vas pa je bila prodana vladi kot nacionalni muzej. Podjetje Transvaal Gold Mining Estates Limited je ponovno začelo rudariti leta 1998. Trenutno je v lasti avstralskega podjetja Theta Gold Mines Limited. 15. maja 2004 je bil stari redukcijski obrat TGME dodan na začasni seznam svetovne dediščine UNESCO v kategoriji Kultura, vendar je bil leta 2016 odstranjen.
Prvotna arhitektura mesta je od vrhunca rudarske dobe ostala večinoma nespremenjena, saj je bilo mesto razglašeno za nacionalni spomenik. Leta 1986 je postalo pokrajinska dediščina. Vas je kulturna dediščina in živi muzej z različnimi vaškimi muzeji, ogledi, nastanitvami, restavracijami in trgovinami.

## Galerija
- Roparjev grob
- General Ben Viljoen in njegov komandos, okrožje Pelgrimsrus (Pilgrim's Rest, Južna Afrika). Pavijan s puško, 1901.
- Pošta
- Stara banka
- Osrednja garaža
- Metodistična cerkev
- Trgovina v Pilgrim's Rest